# Liên đoàn Thế giới về Sức khỏe Tâm thần
Liên đoàn Thế giới về Sức khỏe Tâm thần, viết tắt WFMH (World Federation for Mental Health) là một tổ chức phi chính phủ quốc tế hoạt động trong lĩnh vực nghiên cứu Sức khỏe Tâm thần. 

WFMH thành lập năm 1948 , là thành viên Liên hiệp khoa học của Hội đồng Khoa học Xã hội Quốc tế (ISSC) 

## Mục tiêu
Mục tiêu của WFMH là để thúc đẩy sự tiến bộ trên toàn thế giới về nhận thức sức khỏe tâm thần, phòng chống các rối loạn tâm thần, vận động, và thực hành tốt nhất trong can thiệp phục hồi chức năng tâm thần. Nó thể hiện trên các mặt:
- Công tác phòng chống rối loạn tâm thần và tình cảm;
- Việc điều trị thích hợp và chăm sóc những người bị rối loạn như vậy;
- Nâng cao sức khỏe tâm thần.

## Hoạt động
Trước đây WFMH tổ chức đại hội không thường xuyên. Từ 1977 WFMH thực hiện đại hội 2 năm một kỳ, và kỳ bất thường năm 1998 để kỷ niệm 50 năm ngày thành lập WFMH. Việc tính số thứ tự đại hội bắt đầu từ 1977, trong đó kỳ họp năm 2015 tại Cairo là kỳ XX.
| Nr. | Năm  | Địa điểm      | Địa điểm    | Nhiệm kỳ  | Chủ tịch                    | Chủ tịch    |
| --- | ---- | ------------- | ----------- | --------- | --------------------------- | ----------- |
| 20. | 2015 | Cairo         | Ai Cập      | 2015-2017 | Gabriel Ivbijaro            | Anh Quốc    |
| 19. | 2013 | Buenos Aires  | Argentina   | 2013-2015 | George Christodoulou        | Hy Lạp      |
| 18. | 2011 | Cape Town     | Nam Phi     | 2011-13   | Mrs. Deborah Wan            | Hồng Kông   |
| 17. | 2009 | Athens        | Hy Lạp      | 2009-11   | Mr. Anthony Fowke           | Úc          |
| 16. | 2007 | Hong Kong     | Hồng Kông   | 2007-09   | Prof. John R.M. Copeland    | Anh         |
| 15. | 2005 | Cairo         | Ai Cập      | 2005-07   | Mrs. Shona Sturgeon         | Nam Phi     |
| 14. | 2003 | Melbourne     | Úc          | 2003-05   | Dr. Patt Franciosi          | Hoa Kỳ      |
| 13. | 2001 | Vancouver     | Canada      | 2001-03   | Mrs. Pirkko Lahti           | Phần Lan    |
| 12. | 1999 | Santiago      | Chile       | 1999-01   | Dr. Ahmed Abou El Azayem    | Ai Cập      |
| Bt. | 1998 | London        | Anh Quốc    |           |                             |             |
| 11. | 1997 | Lahti         | Phần Lan    | 1997-99   | Mr. Marten de Vries         | Hà Lan      |
| 10. | 1995 | Dublin        | Ireland     | 1995-97   | Mrs. Beverly B. Long        | Hoa Kỳ      |
| 9.  | 1993 | Tokyo         | Nhật Bản    | 1993-95   | Dr. Federico Puente-Silva   | México      |
| 8.  | 1991 | Mexico        | México      | 1991-93   | Dr. Max W. Abbott           | New Zealand |
| 7.  | 1989 | Auckland      | New Zealand | 1989-91   | Dr. Stanislas Flache        | Thụy Sĩ     |
| 6.  | 1987 | Cairo         | Ai Cập      | 1987-89   | Dr. Gamal M. Abou El Azayem | Ai Cập      |
| 5.  | 1985 | Brighton      | Anh Quốc    | 1985-87   | Mrs. Edith Morgan           | Anh         |
| 4.  | 1983 | Washington DC | Hoa Kỳ      | 1983-85   | Dr. Estefania Aldaba-Lim    | Philippines |
| 3.  | 1981 | Manila        | Philippines | 1981-83   | Prof. Eugene B. Brody       | Hoa Kỳ      |
| 2.  | 1979 | Salzburg      | Áo          | 1979-81   | Mr. Gowan Guest             | Canada      |
| 1.  | 1977 | Vancouver     | Canada      | 1975-79   | Prof. Tsung-yi Lin          | Canada      |
| x6. | 1973 | Sydney        | Úc          | 1972-74   | Prof. Michael Beaubrun      | Jamaica     |
| x5. | 1968 | London        | Anh         | 1968-72   | Prof. G. Morris Carstairs   | Scotland    |
| x4. | 1961 | Paris         | Pháp        |           |                             |             |
| x3. | 1954 | Toronto       | Canada      |           |                             |             |
| x2. | 1951 | Mexico        | México      |           |                             |             |
| x1. | 1948 | London        | Anh Quốc    |           |                             |             |

Các cựu chủ tịch WFMH trước năm 1968
- 20. (1966-67) Dr. Otto Klineberg  Canada
- 19. (1965-66) Sir Samual Manuwa  Nigeria
- 18. (1964-65) Dr. Alan Stoller  Úc
- 17. (1963-64) Prof. G.P. Alivisatos  Hy Lạp
- 16. (1962-63) Dr. Phon Sangsingkeo  Thái Lan
- 15. (1961-62) Dr. George S Stevenson  Hoa Kỳ
- 14. (1961-62) Prof. A.C. Pacheco de Silva  Brasil
- 13. (1960-61) Prof. Paul Sivadon  Pháp
- 12. (1959-60) Prof. Hans Hoff  Áo
- 11. (1958-59) Dr. Brock Chisholm  Canada
- 10. (1957-58) Dr. Margaret Mead  Hoa Kỳ
- 9. (1956-57) Prof. E.E. Krapf  Argentina
- 8. (1955-56) Prof. Nilo Maki  Phần Lan
- 7. (1954-55) Dr. Frank Fremont-Smith  Hoa Kỳ
- 6. (1953-54) Prof. H.C. Rumke  Hà Lan
- 5. (1952-53) Dr. M.K. el Kholy  Ai Cập
- 4. (1951-52) Prof. Alfonso Millan  México
- 3. (1950-51) Prof. W. Line  Canada
- 2. (1949-50) Dr. Andre Repond  Thụy Sĩ
- 1. (1948) Dr. John R. Rees  Anh